# Little Computer People
Little Computer People (LCP Project) ist ein Lebenssimulation-Computerspiel von Activision aus dem Jahr 1985. Es wurde von David Crane und Rich Gold programmiert. Dieses Computerspiel ist quasi einer der Vorgänger der Tamagotchis. Es gibt Versionen für Commodore 64, Atari ST, ZX Spectrum, Schneider/Amstrad CPC, Apple II und Amiga (1987). In Anzeigen wurde das Spiel als „The Little Computer People Project“ beworben.

## Spielprinzip
Auf dem Bildschirm ist der Querschnitt eines „Puppenhauses“ zu sehen, in dem ein kleines Männchen wohnt, um das sich der Spieler kümmern muss. Gesteuert wird das Spiel über Tastatur und Joystick. Man kann die Spielfigur auffordern, mit Karten zu spielen, eine Schallplatte aufzulegen, Klavier zu spielen und anderes. Der Spieler kümmert sich um die Versorgung mit Wasser und Lebensmitteln. Streicheleinheiten erhöhen die Zufriedenheit des Computerbewohners. Nach einiger Zeit darf man seinem Protegé dann einen Namen geben. Spielstände lassen sich auf Diskette speichern. Ein gewisser Hype entwickelte sich darum, was hinter einer weißen Tür auf dem Dachboden sei. Wie sich herausstellte, war sie jedoch lediglich als Dekoration gedacht.

## Entwicklungs- und Veröffentlichungsgeschichte
In den ersten Ausgaben des Spiels ist die Spielfigur in ihrem optischen Erscheinungsbild und in einiger ihrer Verhaltensweisen personalisiert. Dies wurde technisch durch die Vergabe einer individuellen Seriennummer im Presswerk gelöst. Im Rahmen der monetären Zweitverwertung im Niedrigpreissegment wurde diese Personalisierung nicht mehr durchgeführt.

### Bugs
Little Computer People fordert den Spieler zu Beginn zur Eingabe von Uhrzeit und Datum auf, hält für die Jahreszahl jedoch nur zwei Ziffern bereit. Damit enthält das Spiel den Millennium Bug.

### Nachfolger
Das Spiel ist ein offensichtlicher Vorläufer zu Creatures bzw. Die Sims und hat letzteres aktiv beeinflusst, da Will Wright, der Programmierer von Die Sims, das Spiel selbst spielte und Kontakt zu den Entwicklern von Little Computer People hatte.

### Add-ons
Nach der britischen Computerzeitschrift „High Score!“ waren Add-ons für das Spiel geplant, etwa als Erweiterungsdisketten, die mit neuen Gegenständen und Möbeln für das „LCP Apartment“ gefüllt waren. Diese Add-ons wurden auch als Fortsetzungen beschrieben, die das LCP-Konzept erweiterten. Jedoch wurden diese Erweiterungen nie produziert.

## Rezeption
Die Redaktion des deutschsprachigen Spielemagazins ASM war geteilter Meinung zum Spiel. Während das Spielprinzip und die optische und klangliche Präsentation sehr gelobt wurden, wurden auch die „Möglichkeiten erlebbarer Grausamkeiten“ erörtert, die sich aus der Möglichkeit ergeben, den Hausbewohner konsequent und bis zum Tod zu vernachlässigen. Redakteur Manfred Kleimann bezeichnete das Spiel aber in Summe als „wahres Meisterwerk“. Die Happy Computer sah eine „etwas verrückte Simulation“ mit einer „ungewöhnlichen, faszinierenden Handlung“, für die man Geduld und Neugier aufbringen müsse, damit „das kleine Männchen zu einer vertrauten Person“ würde.